# 本林勝夫
本林 勝夫（もとばやし かつお、1919年9月18日 - 2008年11月17日）は、日本近代文学研究者、共立女子大学名誉教授。
石川県生まれ。東北大学大学院博士課程中退。1989年「斎藤茂吉の研究 -その生と表現」で文学博士の学位を取得。同著で第2回斎藤茂吉短歌文学賞を受賞する。共立女子大学教授を務め、近代短歌を研究した。
2008年11月17日午後0時40分、心不全のため東京都目黒区の病院で死去。89歳没。

## 著書
- 『斎藤茂吉』南雲堂桜楓社(近代短歌・人と作品) 1963
- 『現代短歌』1966 (学燈文庫)
- 『斎藤茂吉論』角川書店 1971
- 『わかりやすい現代短歌』学燈社 1975
- 『斎藤茂吉』(短歌シリーズ・人と作品) 桜楓社 1980
- 『近代歌人』(短歌シリーズ・人と作品) 桜楓社 1984
- 『斎藤茂吉の研究 その生と表現』桜楓社 1990
- 『近代文学のなかの短歌 私の研究回顧をめぐって』皇学館大学出版部 1991
- 『文人たちのうた もう一つの短歌の世界』短歌研究社 1994
- 『茂吉遠望 さまざまな風景』短歌新聞社 1996

### 共編著
- 『現代短歌評釈』吉田精一,岩城之徳共編 学灯社 1966
- 『近代文学注釈大系 第9　斎藤茂吉』校訂・注釈 有精堂出版 1974
- 『現代短歌を学ぶ』武川忠一共編 1980 有斐閣選書)
- 『斎藤茂吉研究』平野仁啓共編著 右文書院 (近代日本文学作家研究叢書)1980
- 『現代名歌鑑賞事典』岩城之徳共編 桜楓社 1987
- 『論考茂吉と文明』 明治書院 1991

## 参考
- 文藝年鑑2007